# Nemobius
Nemobius Serville, 1839 è un genere di insetto ortottero appartenenti alla famiglia Gryllidae. Il genere comprende 8 specie.

## Tassonomia
Il genere Caconemobius comprende le seguenti specie:
- N. australis
- N. grandis
- N. interstitialis
- N. karnyi
- N. piracicabae
- N. strigipennis
- N. sylvestris
- N. varius